# بون دي ريبلاي
بون دي ريبلاي هي أغنية سجلتها المغنية البربادوسية ريانا لألبومها الإستديو الأول، ميوزك أوف ذا سن (2005). الأغنية من كتابة وإنتاج فادا نوبلز، أليشا بروكز، كارل ستوركن، وإيفان روجرز. أول أغنية منفردة لها، صدرت أغنية الألبوم المنفردة الأولى في 24 مايو، 2005. قبل التوقيع على عقد ستة ألبومات مع تسجيلات ديف جام، «بون دي ريبلاي» كانت واحدة من الثلاث أغاني التي كانت موجودة في شريطها التجريبي. نوع الأغنية دانس-بوب وآر أند بي. الكلمات تدور حول ريانا تسأل الدي جي بأن يرفع صوت أغانيها المفضلة.

## الأداء التجاري

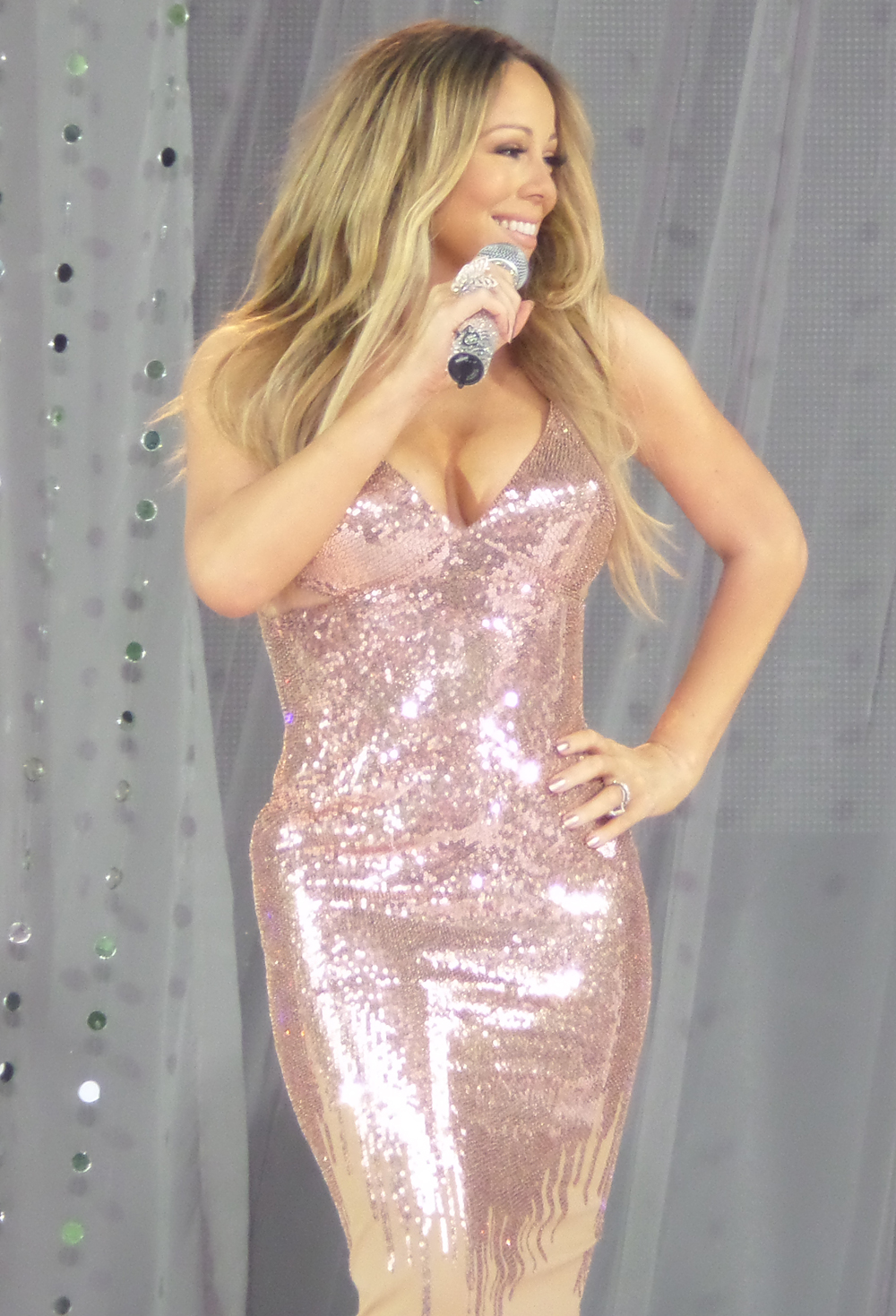
أغنية ماريا كاري «وي بيلونغ توغيذر» منعت «بون دي ريبلاي» من الوصول إلى المركز الأول.

### أمريكا الشمالية وأوقيانوسيا
في الولايات المتحدة، دخلت «بون دي ريبلاي» لأول مرة الرسم البياني الأمريكي بيلبورد هوت 100 في المركز السابع والتسعين في 11 يونيو، 2005، تقدمت إلى المراكز العشرة الأولى في المركز التاسع بتاريخ 16 يوليو، 2005. في 30 يوليو، 2005، الأغنية بلغت ذروتها في المركز الثاني على بيلبورد هوت 100، أغنية ماريا كاري «وي بيلونغ توغيذر» منعتها من الوصول إلى المركز الأول، التي أمضت أربعة عشر أسابيع غير متتالية في المركز الأول. الأغنية بلغت ذروتها أيضاً في المركز الأول على الرسم البياني الأمريكي لأغاني الهوت دانس كلوب ولأغاني الديجيتال، وفي المركز الثاني على الرسم البياني لأغاني البوب، والمركز الرابع والعشرين على الرسم البياني لأغاني الهوت آر أند بي/هيب-هوب. حصلت الأغنية على شهادتين من البلاتينيوم من قبل اتحاد صناعة التسجيلات في أمريكا بتاريخ 19 ديسمبر، 2012، لشحن أكثر من 2,000,000 نسخة. في نيوزيلندا، الأغنية دخلت لأول مرة المركز السابع والثلاثون على الرسم البياني النيوزيلندي بتاريخ 15 أغسطس، 2005، بلغت ذروتها في المركز الأول في أسبوعها التاسع على الرسم البياني، بعد أن أمضت في المركز الثاني لمدة أربعة أسابيع. في أستراليا، «بون دي ريبلاي» دخلت لأول مرة المركز الثالث عشر على الرسم البياني الأسترالي بتاريخ 25 سبتمبر، 2005، وبلغت ذروتها في المركز السادس في أسبوعها التاسع على الرسم البياني. حصلت الأغنية على شهادة البلاتينيوم من قبل رابطة صناعة التسجيلات الموسيقية الأسترالية، لشحن أكثر من 70,000 نسخة.

### أوروبا
في مكان آخر، حققت الأغنية نجاحاً معتدلاً في أوروبا، بلغت ذروتها في المراكز العشرة الأولى في ثمانية بلدان. في سويسرا، الأغنية دخلت لأول مرة المركز الثامن على الرسم البياني السويسري بتاريخ 11 سبتمبر، 2005، وبلغت ذروتها في المركز الثالث لمدة ثلاث أسابيع متتالية. الأغنية دخلت لأول مرة المركز الرابع على الرسم البياني النرويجي وبلغت ذروتها في المركز الثالث في أسبوعها الخامس على الرسم البياني. بلغت ذروتها داخل المراكز الخمسة الأولى في الدنمارك، النمسا، والسويد، في المركز الرابع، الخامس، والخامس، على التوالي. بلغت ذروتها داخل المراكز العشرة الأولى في إيطاليا، وفنلندا، في المركز السادس، والثامن، على التوالي. في المملكة المتحدة، «بون دي ريبلاي» دخلت لأول مرة وبلغت ذروتها بنفس الوقت في المركز الثاني على الرسم البياني البريطاني بتاريخ 3 سبتمبر، 2005.

## الجوائز والترشيحات
| السنة | الحفل                                    | البلد المضيف                     | الفئة                   | النتيجة | المصادر |
| ----- | ---------------------------------------- | -------------------------------- | ----------------------- | ------- | ------- |
| 2006  | جوائز آيسكاب بوب الموسيقية               |                                  | الأغنية الأكثر أداءً     | فوز     | [ 17 ]  |
| 2006  | جوائز بربادوس الموسيقية                  |                                  | أفضل أغنية دانس منفردة  | فوز     | [ 18 ]  |
| 2006  | جوائز بربادوس الموسيقية                  | أغنية السنة                      | فوز                     |         | [ 18 ]  |
| 2006  | جوائز بي إم آي بوب                       |                                  | الأغاني الأكثر أداءً     | فوز     | [ 19 ]  |
| 2006  | جوائز بي إم آي آيربان                    | فوز                              | الأغاني الأكثر أداءً     | [ 20 ]  |         |
| 2006  | جوائز موسيقى الدانس العالمية             | أفضل أغنية دانس لاتينية          | رُشِّح                     | [ 21 ]  |         |
| 2006  | جوائز موسيقى الدانس العالمية             | أفضل أغنية آر أند بي/آيربان دانس | رُشِّح                     | [ 21 ]  |         |
| 2006  | جوائز موسيقى الدانس العالمية             | أفضل أغنية راب/هيب هوب دانس      | رُشِّح                     | [ 21 ]  |         |
| 2006  | جوائز إم تي في للأغاني المصورة اليابانية |                                  | أفضل فنان جديد في فيديو | فوز     | [ 22 ]  |
| 2006  | جوائز إم تي في الأسترالية                |                                  | أفضل فيديو دانس         | رُشِّح     | [ 23 ]  |

## الصيغ وقائمة الأغاني
| إصدار الراديو 1. «بون دي ريبلاي» (إصدار الراديو) – 3:34 أسطوانة منفردة 1. «بون دي ريبلاي» (إصدار الراديو) – 3:34 2. «بون دي ريبلاي» (ريمكس إلفنت مان) – 3:37 أسطوانة منفردة صغيرة (إصدار أوروبا) 1. «بون دي ريبلاي» – 3:36 2. «ذيرز آ ثغ إن ماي لايف» – 3:34 3. «بون دي ريبلاي» (كوتز ريبلاي دوب) – 6:48 4. «بون دي ريبلاي» (لحن) – 4:05 | أسطوانة منفردة ألمانية 1. «بون دي ريبلاي» (نسخة الألبوم) 2. «بون دي ريبلاي» (كوتز ريبلاي دوب) آي تونز مطول 1. «بون دي ريبلاي» (نسخة بون دي كلوب بلاي) – 7:32 2. «بون دي ريبلاي» (نسخة كوتز ريبلاي دوب) – 6:47 |

## الرسوم البيانية
| الرسم البياني (2005)                                | المركز | المصادر |
| --------------------------------------------------- | ------ | ------- |
| أستراليا (ARIA)                                     | 6      | [ 30 ]  |
| النمسا (Ö3 Austria Top 40)                          | 5      | [ 31 ]  |
| بلجيكا (Ultratop 50 Flanders)                       | 5      | [ 32 ]  |
| بلجيكا (Ultratop 50 Wallonia)                       | 14     | [ 33 ]  |
| الدنمارك (Tracklisten)                              | 5      | [ 34 ]  |
| فنلندا (Suomen virallinen lista)                    | 8      | [ 35 ]  |
| فرنسا (SNEP)                                        | 18     | [ 36 ]  |
| ألمانيا (Media Control Charts)                      | 6      | [ 37 ]  |
| المجر (Rádiós Top 40)                               | 7      | [ 38 ]  |
| المجر (Single Top 20)                               | 5      | [ 38 ]  |
| أيرلندا (IRMA)                                      | 2      | [ 39 ]  |
| إيطاليا (FIMI)                                      | 6      | [ 40 ]  |
| هولندا (Mega Single Top 100)                        | 15     | [ 41 ]  |
| نيوزيلندا (Recorded Music NZ)                       | 1      | [ 42 ]  |
| النرويج (VG-lista)                                  | 3      | [ 43 ]  |
| إسبانيا (PROMUSICAE)                                | 18     | [ 44 ]  |
| السويد (Sverigetopplistan)                          | 5      | [ 45 ]  |
| سويسرا (Schweizer Hitparade)                        | 3      | [ 46 ]  |
| المملكة المتحدة (OCC)                               | 2      | [ 47 ]  |
| الولايات المتحدة (Billboard Hot 100)                | 2      | [ 48 ]  |
| الولايات المتحدة (Billboard Dance Club Songs)       | 1      | [ 49 ]  |
| الولايات المتحدة (Billboard Dance/Mix Show Airplay) | 1      | [ 50 ]  |
| الولايات المتحدة (Billboard Digital Songs)          | 1      | [ 51 ]  |
| الولايات المتحدة (Billboard Pop Songs)              | 2      | [ 52 ]  |
| الولايات المتحدة (Billboard R&B/Hip-Hop Airplay)    | 24     | [ 53 ]  |
| الولايات المتحدة (Billboard Hot R&B/Hip-Hop Songs)  | 24     | [ 54 ]  |
| الولايات المتحدة (Billboard Radio Songs)            | 3      | [ 55 ]  |
| الولايات المتحدة (Billboard Rhythmic Songs)         | 4      | [ 56 ]  |

| الرسم البياني (2005)                 | المركز | المصادر |
| ------------------------------------ | ------ | ------- |
| أستراليا (ARIA)                      | 39     | [ 57 ]  |
| النمسا (Ö3 Austria Top 40)           | 32     | [ 58 ]  |
| بلجيكا (Ultratop 50 Flanders)        | 43     | [ 59 ]  |
| بلجيكا (Ultratop 50 Wallonia)        | 72     | [ 60 ]  |
| هولندا (Mega Single Top 100)         | 82     | [ 61 ]  |
| بولندا (ZPAV)                        | 16     | [ 62 ]  |
| المجر (Rádiós Top 40)                | 77     | [ 63 ]  |
| السويد (Sverigetopplistan)           | 42     | [ 64 ]  |
| السويد (Sverigetopplistan)           | 19     | [ 65 ]  |
| المملكة المتحدة (OCC)                | 30     | [ 66 ]  |
| الولايات المتحدة (Billboard Hot 100) | 94     | [ 67 ]  |

| الرسم البياني (2006)  | المركز | المصادر |
| --------------------- | ------ | ------- |
| المجر (Rádiós Top 40) | 36     | [ 68 ]  |

## الشهادات
| الدولة           | المزود         | الشهادات     | المبيعات  | المصادر |
| ---------------- | -------------- | ------------ | --------- | ------- |
| أستراليا         | (ARIA)         | بلاتينيوم    | 70,000    | [ 8 ]   |
| الدنمارك         | (IFPI Denmark) | قولد         | 15,000    | [ 69 ]  |
| السويد           | (IFPI Sweden)  | قولد         | 20,000    | [ 70 ]  |
| الولايات المتحدة | (RIAA)         | 2× بلاتينيوم | 2,000,000 | [ 5 ]   |

## تاريخ الإصدار
| الدولة           | التاريخ         | نوع الإصدار          | الشركة المنتجة | المصادر |
| ---------------- | --------------- | -------------------- | -------------- | ------- |
| الولايات المتحدة | 24 مايو، 2005   | أسطوانة فونوگراف     | ديف جام        | [ 71 ]  |
| أستراليا         | 22 أغسطس، 2005  | تحميل رقمي           | ديف جام        | [ 72 ]  |
| النمسا           | 22 أغسطس، 2005  | تحميل رقمي           | ديف جام        | [ 73 ]  |
| بلجيكا           | 22 أغسطس، 2005  | تحميل رقمي           | ديف جام        | [ 74 ]  |
| البرازيل         | 22 أغسطس، 2005  | تحميل رقمي           | ديف جام        | [ 75 ]  |
| كندا             | 22 أغسطس، 2005  | تحميل رقمي           | ديف جام        | [ 76 ]  |
| الدنمارك         | 22 أغسطس، 2005  | تحميل رقمي           | ديف جام        | [ 77 ]  |
| فنلندا           | 22 أغسطس، 2005  | تحميل رقمي           | ديف جام        | [ 78 ]  |
| فرنسا            | 22 أغسطس، 2005  | تحميل رقمي           | ديف جام        | [ 79 ]  |
| ألمانيا          | 22 أغسطس، 2005  | تحميل رقمي           | ديف جام        | [ 80 ]  |
| ألمانيا          | 22 أغسطس، 2005  | أسطوانة منفردة       | ديف جام        | [ 81 ]  |
| أيرلندا          | 22 أغسطس، 2005  | تحميل رقمي           | ديف جام        | [ 82 ]  |
| إيطاليا          | 22 أغسطس، 2005  | تحميل رقمي           | ديف جام        | [ 83 ]  |
| المكسيك          | 22 أغسطس، 2005  | تحميل رقمي           | ديف جام        | [ 84 ]  |
| هولندا           | 22 أغسطس، 2005  | تحميل رقمي           | ديف جام        | [ 85 ]  |
| نيوزيلندا        | 22 أغسطس، 2005  | تحميل رقمي           | ديف جام        | [ 86 ]  |
| النرويج          | 22 أغسطس، 2005  | تحميل رقمي           | ديف جام        | [ 87 ]  |
| إسبانيا          | 22 أغسطس، 2005  | تحميل رقمي           | ديف جام        | [ 88 ]  |
| السويد           | 22 أغسطس، 2005  | تحميل رقمي           | ديف جام        | [ 89 ]  |
| الولايات المتحدة | 26 أغسطس، 2005  | تحميل رقمي           | ديف جام        | [ 29 ]  |
| فرنسا            | 26 سبتمبر، 2005 | أسطوانة منفردة ريمكس | ديف جام        | [ 90 ]  |
| المملكة المتحدة  | 11 أكتوبر، 2005 | أسطوانة منفردة       | ديف جام        | [ 91 ]  |

## روابط خارجية
- بون دي ريبلاي على موقع أول موفي (الإنجليزية)